# CC (motorfiets)
CC is een Brits historisch merk van motorfietsen.
De bedrijfsnaam was: Charles Chamberlain, Blackpool.
Charles Chamberlain leverde vanaf 1921 motorfietsen met 269cc-Villiers- en 348- en 497cc-Blackburne-zijklepmotoren. Op het laatst waren er motorfietsen van 147- tot 996 cc. Er kunnen nooit grote aantallen zijn gemaakt, want er is niemand te vinden die ooit een CC-motorfiets gezien heeft. Ze zijn alleen bekend uit catalogi. Mogelijk bouwde Chamberlain alleen motorfietsen op verzoek van klanten. Daarom is de melding van één bron dat er ook JAP-kopklepmotoren werden gebruikt aannemelijk. In 1924 verdween het merk van de markt.